# L'ultima estate di Berlino
L'ultima estate di Berlino è un romanzo del 2015 scritto da Federico Buffa e Paolo Frusca.
Racconta le vicende di due personaggi: Wolfgang Fürstner, un soldato tedesco, e Dale Warren, un giornalista statunitense, che per ragioni professionali si trovano a Berlino in occasione dei Giochi Olimpici del 1936. Mentre Dale Warren è un personaggio di finzione, Wolfgang Fürstner è realmente esistito e durante le Olimpiadi del 1936 ebbe l'incarico di responsabile dell'organizzazione del villaggio olimpico.
Il romanzo è ispirato allo spettacolo teatrale intitolato Le Olimpiadi del 1936, in tour nei teatri italiani dal 2015 e che vede lo stesso Federico Buffa nel ruolo di attore protagonista.

## Edizioni
- Federico Buffa e Paolo Frusca, L'ultima estate di Berlino, Rizzoli, 2015,  p. 302, ISBN 9788817080361.